# 艾利斯·利特里
艾利斯·利特里（Elis Ligtlee，1994年6月28日—）是一名著名荷蘭場地單車運動員，曾參加2014世界單車場地錦標賽及2015世界單車場地錦標賽。也曾获得2016年里约奥运女子竞轮赛冠军。

## 外部連結
- profile at Cyclingarchives.com （页面存档备份，存于）